# Malka Smolnitsa
Malka Smolnitsa (Bulgaars: Малка Смолница) is een dorp in de Bulgaarse gemeente Dobritsjka, oblast Dobritsj. Het dorp ligt hemelsbreed 9 km ten noordwesten van de regionale hoofdstad Dobritsj en 370 km ten noordoosten van Sofia.

## Bevolking
Op 31 december 2020 telde het dorp Malka Smolnitsa 100 inwoners. Het aantal inwoners vertoont al jaren een dalende trend: in 1946 woonden er nog 406 inwoners in het dorp.
|  |

In het dorp leven merendeels etnische Bulgaren, maar ook kleinere aantallen Turken en Roma. In februari 2011 identificeerden 99 van de 122 ondervraagden zichzelf als ethische “Bulgaren”, gevolgd door 15 “Turken” en 8 “Roma”. 
| Etnische samenstelling van de respondenten (2011) | Etnische samenstelling van de respondenten (2011) | Etnische samenstelling van de respondenten (2011) | Etnische samenstelling van de respondenten (2011) | Etnische samenstelling van de respondenten (2011) |
| ------------------------------------------------- | ------------------------------------------------- | ------------------------------------------------- | ------------------------------------------------- | ------------------------------------------------- |
|                                                   |                                                   |                                                   |                                                   |                                                   |
| Bulgaren                                          | Bulgaren                                          |                                                   | 81,1%                                             | 81,1%                                             |
| Turken                                            | Turken                                            |                                                   | 12,3%                                             | 12,3%                                             |
| Roma                                              | Roma                                              |                                                   | 8,6%                                              | 8,6%                                              |
| Anders/Onbekend                                   | Anders/Onbekend                                   |                                                   | 0,0%                                              | 0,0%                                              |